# Lasiocampa datini

Lasiocampa datini és una espècie de papallona nocturna pertanyent a la família Lasiocampidae, subfamília Lasiocampinae i del gènere Lasiocampa.
- Distribució: Algèria i Tunísia.
- Envergadura del mascle: de 19 a 21 mm.
- Període de vol: d'agost a octubre.
- Plantes nutrícies: Helianthemum.

## Font
- P.C. Rougeot, P. Viette, Guide des papillons nocturnes d'Europe et d'Afrique du Nord, Delachaux et Niestlé, Lausanne 1978.